# Sessão Globoplay
Sessão Globoplay é um programa de televisão brasileiro, sendo uma das sessões da TV Globo. É exibido desde 4 de julho de 2018. Começou exibindo filmes. Atualmente, exibe séries do Globoplay e seu horário fixo é as sextas feiras a noite, após o Globo Repórter, sendo exibida por temporada. Costuma transmitir séries de ação e suspense.

## História

### 1ª Fase
Estreou no dia 4 de julho de 2018, no início com o nome de Cine Globoplay, após a supersérie Onde Nascem os Fortes. A sessão foi criada para promover a plataforma Globoplay, exibindo atrações presentes no catálogo. A primeira foi o filme Loucas pra Casar. Foi exibida novamente no dia seguinte, no mesmo horário, com Até que a Sorte nos Separe 3: A Falência Final e na quinta feira seguinte, com o filme Meu Passado Me Condena 2, sendo a última exibição da sessão em 2018.

### 2ª Fase
Deu as caras novamente na programação da Globo em 12 de fevereiro de 2019, agora, com a função de exibir episódios pilotos de séries que entraram recentemente no catálogo do Globoplay, como forma de incentivar o público a acessar a plataforma. Começou exibindo o episódio piloto da série The Handmaid's Tale: O Conto da Aia, após o Jornal da Globo. Foi a última exibição com o nome Cine Globoplay.
Em 18 de junho, 3 de julho e 14 de setembro de 2019, exibiu os episódios pilotos das séries Shippados, Aruanas e Marília Mendonça: Todos os Cantos. Ambas exibidas antes do Jornal da Globo, exceto Todos os Cantos, que foi exibida na madrugada de Sábado para Domingo. A partir daqui, começou a usar o nome Sessão Globoplay.

### 3ª Fase
A partir de 1.º de novembro de 2019, a sessão foi reformulada, e passou a exibir séries que fazem sucesso no catálogo do Globoplay. Agora com horário fixo, as sextas feiras a noite, depois do Globo Repórter. Começou com Jogo de Espiões, que foi exibida até 14 de fevereiro de 2020, com apenas uma pequena pausa entre 13 de dezembro e 10 de janeiro. Na sequência, veio a série S.W.A.T., exibida entre 1.º de maio e 16 de outubro de 2020. Em 23 de outubro, veio a série FBI, exibida até 16 de julho de 2021, apenas com uma pausa entre 18 de dezembro de 2020 e 30 de abril de 2021.
A segunda temporada de S.W.A.T. foi exibida de 21 de janeiro a 17 de junho de 2022. De 24 de junho a 26 de agosto de 2022 passou a exibir a primeira temporada de The Equalizer - A Protetora. De 2 de setembro de 2022 até 10 de fevereiro de 2023, a sessão exibiu a primeira temporada de La Brea: A Terra Perdida. De 28 de abril a 18 de agosto de 2023, a sessão exibiu a segunda temporada de The Equalizer - A Protetora.

## Audiência
Eu sua estréia, com o filme "Loucas pra Casar", teve 13,7 de média em São Paulo. Em 5 de julho, alcançou 14,7 de média. Na última exibição em 2018 conseguiu 13,5. Em 12 de fevereiro de 2019, exibindo a série The Handmaid's Tale, teve sua menor audiência, com 5,0 pontos. 
Na sua primeira vez como Sessão Globoplay, ficou com 12,7. Ao começar a exibir a série "Jogo de Espiões", em 1 de novembro de 2019, obteve 16,3. Em 1 de maio de 2020, ficou com 12,5. Em 23 de outubro, obteve 13,1 de média.